# Милёшин, Александр Николаевич
Милёшин Александр Николаевич — вице-чемпион Европы и Чемпион России по самбо.

## Биография
Родился 10 июня 1986 года в г. Рязань. В 2003 г. окончил общеобразовательную школу № 71 в своем родном городе. Во время обучения в школе стал победителем областной олимпиады школьников по физической культуре 2003 г. и двукратным победителем городской олимпиады школьников по физической культуре 2002 и 2003 гг. После школы продолжил обучение в Московском Университете МВД до 2008 г. В настоящий момент живет в г. Москва.

## Достижения
- 2013 г. — Чемпион России по самбо в весе до 85 кг.[2]
- 2011 г. — Вице-чемпион Европы по самбо
- 2004 г. — Чемпион России по борьбе самбо МВД (среди учебных заведений)